# 皇家特權
皇家特權（英語：Royal prerogative）是特有的權力、特權和豁免權的組合體，只在擁有屬於君主的君主國的普通法中并且有時在民法司法權中被承認。它是一些政府關於他們國家的統治方式的進程的行政權力被執行的手段，由君主擁有并被賦予君主。個別特權能被國會廢除，雖然在聯合王國特別程序適用。
雖然一些共和制國家元首擁有類似的權力，但它們并不完全相同，包含一些基本的不同處，而且不同處可能或多或少都比較廣泛。見保留權力。
雖然特權起初只由君主行使，並且不需要國會的同意，但它們現在總在首相或內閣的建議下被行使，首相或內閣就相關向國會負責。可能有君主可以在沒有首相或內閣的建議下選擇行使皇家特權的情形。這樣的情形是罕有的，並且通常只發生在緊急狀況或現有的先例不足以適用於存有疑問的境況的情形。在許多自由民主制君主立憲國家，這樣的行為可能促成憲法危機。
然而不是所有君主立憲國家都有能被獨立行使的皇家特權。例如，瑞典國王和日本天皇有不能被以任何程度的個人自行決定權行使的特定政府職責，不論有什麽樣的境況。

## 定義
在英格蘭王國（直到1707年）、大不列顛王國（1707年－1800年）和聯合王國（自1801年以來），皇家特權歷史上是王國統治的中心特色之一。
憲法理論家戴雪給出特權是什麽的標準定義：
……君主起初的權力的剩餘部份，因而它是……在任何時候被留在君主的手中的自由決定的權力——不論這樣的權力在事實上是由國王自己還是由他的大臣們行使——的剩餘物的同義詞。

## 大臣行使君主特權
今天，特權由大臣在沒有國會的許可下直接行使，於聯合王國則包括管理公務員隊伍、發放護照和授予榮譽的權力。一些特權名義上由君主專屬行使，但在君主通常基於首相的建議下或在內閣的建議下行使。英國政府體制的一些關鍵領域仍然通過皇家特權的手段執行，但它的使用範圍在減少，因為相關功能逐漸被制定為成文法律。
與廣泛的信念相反，皇家特權在憲法上是無限的。當君主有權利公佈新法律時，它是沒有被在憲法上使用的保留權力的一種形式。（如英國國王，作為聯合王國和其它英聯邦國家的元首，有權利在任何尊奉他為國家元首的國家使用皇家特權。）
在國王詹姆士一世在位期間的公告案（1611年）中，英格蘭普通法法院法官斷然聲稱他們擁有權利確定皇家特權的限制。自女王瑪麗二世和國王威廉三世共主掌權的光榮革命（1688年）以來，這個有分離的和截然不同的司法權的解釋沒被君主質疑。它明顯是法院的範圍這一點被接受，表明法律是什麽，或意味著什麽。這對於司法權的觀念是關鍵性的推理和基礎；它有相對於由君主自己或他的大臣擁有的行政權的獨特性和分離性。

## 皇家特權的種類

### 英國

#### 英國屬地
通常，君主保留在皇家殖民地的所有國務權力（即使實際上它不被直接行使）。因而皇家特權在理論上是一種無限的、隨意的權力。在英國海外領土，每個有人居住的領地有一部當地治理所依靠的憲法。
然而皇家特權在殖民地的絕對性在1774年的開普拜爾訴霍爾案中受到挫折。開普拜爾訴霍爾案決定了一旦一個殖民地得到一個代表會議（或一旦總督被告知召集一個代表會議），皇家權力就被限制於非正式的特權內；沒有會議的同意，君主不能徵稅或更改法律。
英屬西印度群島的幾個殖民地因而變為「固定殖民地」，而只靠國會法案在十九世紀恢復為「皇家殖民地」地位。
在2009年8月一個英國屬地特克斯和凱克斯群島的政府在英國國王陛下政府的建議下在一個2009年3月18日的樞密令中被再次設置總督一職，它暫停并修改了群島憲法的部份內容，并取消了所有部長和議院的職位。這不是皇家特權的一次自我行使，因為它在「1982年和使國王能這樣做的所有其它權力的西印度群島法案」。然而，實際上命令擴大了皇家特權在群島的使用範圍，授予了廣泛的自由裁量的立法和行政權力給陛下的總督。總督保持服從於被修改的憲法，而且實際上服從于在英國的國王的外交部的指示。
在查戈斯群島案中，英格蘭和威爾士高等法院裁定由英屬印度洋領地高級專員做出的放逐島民的地方法令是非法的，由英國外交大臣郭偉邦接受的決定。然而該法令是在由皇家特權給予的權威下被通過的立法，而不是特權自己的行使，並且因為超出被給予的權力被推翻。在這個決定后，英國政府發佈了一條樞密令（皇家特權的一種主要行使形式）以達到相同的目的。這個命令也被高等法院裁定為非法的，上訴法院維持相關裁定。然而在2008年10月22日，星期三，政府在上議院贏得它對先前裁定的上訴。議院以一個三對二的多數決定裁定該樞密令是合法的權力行使。
在他們的發言中，上院法官承認當時的政府在1960年代迫使大約2,000名居民離開查戈斯群島以給一個美國空軍基地騰出地方在道義上是錯誤的。儘管如此，多數人不能在命令中發現法律上的缺陷。

### 加拿大
在加拿大，皇家特權規範於《1867年憲法法令》第三章第9條。
在加拿大，發放護照的權力仍然歸屬於皇家特權之下。政府使用皇家特權否決來自關塔那摩灣美國海軍基地監獄的美國政府容納并釋放的公民的護照申請。加入美國和贊比亞國籍的馬丁·穆班加被加拿大政府否認護照申請。

### 其它英聯邦國家
在其它英聯邦國家，皇家特權與英國的特權顯著不同，而由君主的代表總督行使。英聯邦國家的憲法可以用不適用於英國的方式明確限制特權，而英聯邦國家的憲法或國會法案則受到被英國政府（將特權）落實的法案所影響。

### 西班牙
1978年西班牙憲法第2章君主第62條描述國王的權力，而第4章政府和行政部門第99條明確國王在政府中的角色。第6章司法權第117條、第122條到第124條概述國王在國家的獨立司法中的角色。然而，靠由胡安·卡洛斯一世建立的憲法性慣例，當保持政治上無黨派性的和獨立的君主制時，國王在徵求政府建議后行使他的特權。接受政府建議不一定迫使君主施行建議，除非在由憲法規定的地方。

國王的職責是：
- 批准和頒佈法律
- 召集和解散國會并召開在憲法中被規定的期間下的選舉
- 在憲法中被規定的情況中召集公民投票
- 在政府首腦的提議下任命和罷免政府成員
- 遵照法律發佈由政府部長批准的政令，授予民職和軍職榮譽和獎賞
- 被告知國家事務并為此目的在政府首腦的請求下主持部長委員會，無論他是否適合
- 行使武裝力量的最高統帥
- 依照法律行使恩赦的權利，可能不授權大赦
- 作為皇家學會的最高資助人

## 另見
- 行政特权
- 專利特許證
- 樞密院令
- 英王會同國會
- 保留權力
- 御准
- 皇家特許狀
- 御令
- 法規工具

## 附帶閱讀
- 沃爾特·巴澤特著，英國憲法
- 約瑟夫·奇蒂著，皇家特權（1820年專著）
- 史丹利·德·史密斯、羅德利·布拉基爾著，憲法性和行政法律
- A·B·凱斯著，國王和皇冠

## 外部連結
- 關於皇家特權的國會報告 英國政府檔案館的存檔，存档日期2008-11-05
- 使特權服從：加強大臣對國會的責任性（政府回應） （页面存档备份，存于）